# Visione del figlio dell'uomo

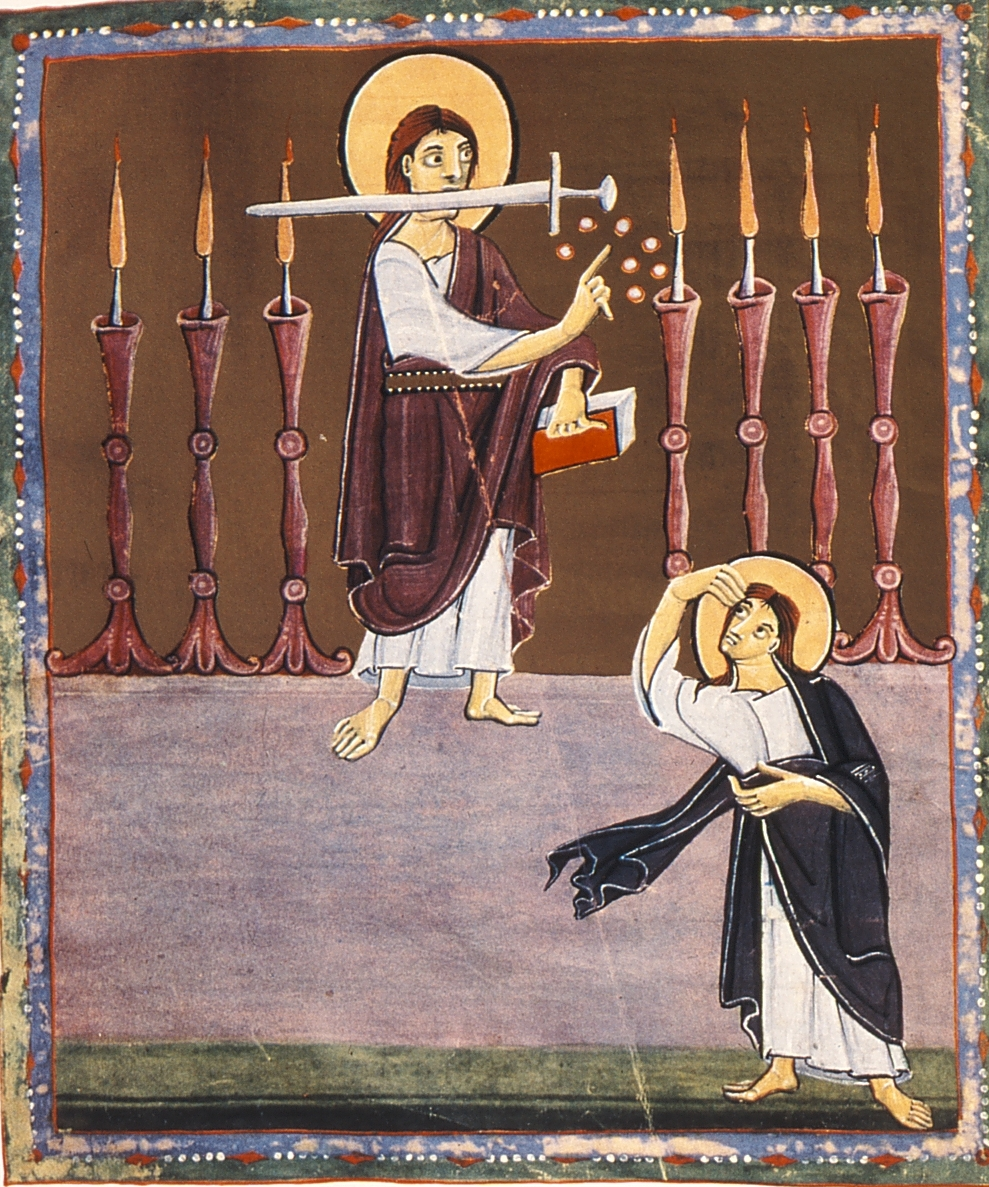
Il Figlio dell’uomo fra i sette candelabri (illustrazione dell’Apocalisse di Bamberga)

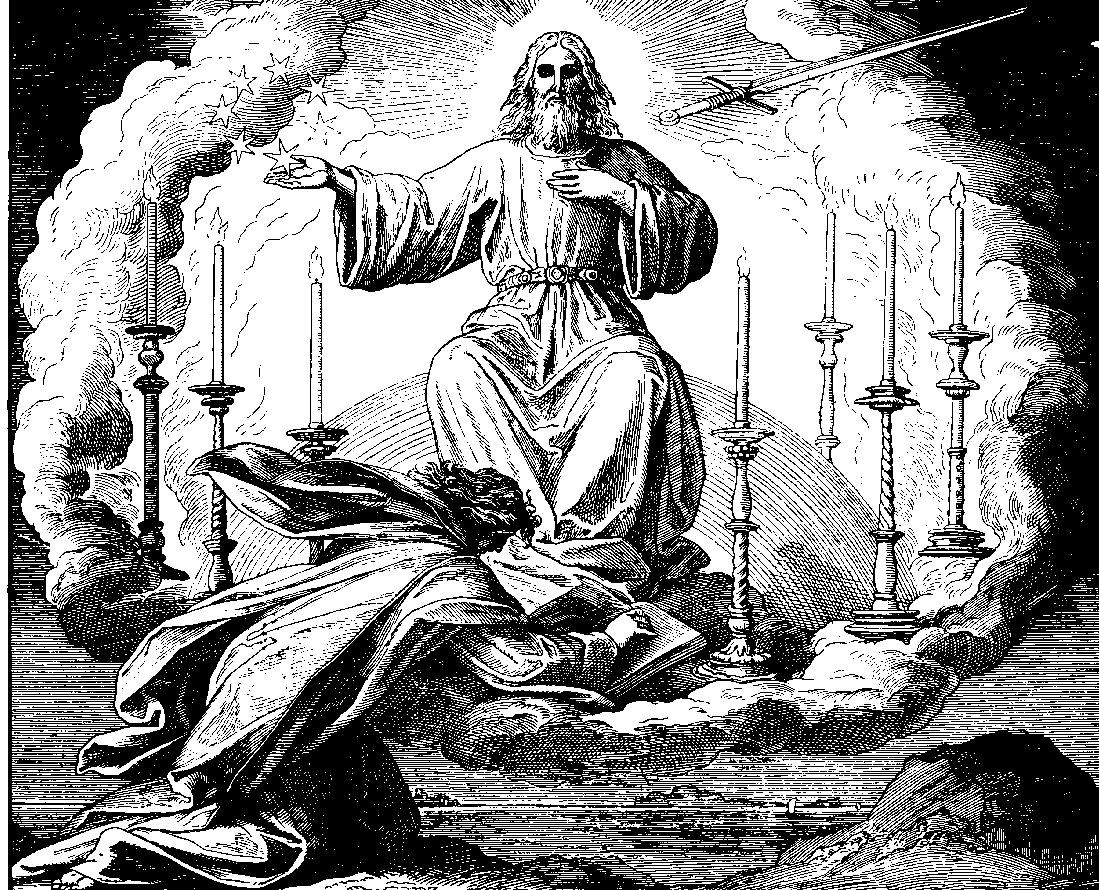
La visione di Giovanni di Patmos(Julius Schnorr von Carolsfeld, 1860)

La visione del figlio dell'uomo da parte di Giovanni apostolo ed evangelista è descritta in (Apocalisse 1:9-20 in cui l'autore, identificato come Giovanni, vede una persona "simile al figlio dell'uomo" (verso 13). In questa visione il figlio dell'uomo è raffigurato con una veste avente una cintura d'oro all'altezza del petto, capo e capelli bianchi, occhi come di fiamma ardente, piedi come di bronzo incandescente e una voce come quella di acque impetuose. Nella mano destra tiene sette stelle e dalla sua bocca esce una spada a doppio taglio. La visione è interpretata dai cristiani come l'unica descrizione fisica identificabile di Gesù in qualsiasi forma nel canone biblico cristiano.

## Resoconto biblico
Giovanni di Patmos, apostolo ed evangelista, autore dell’Apocalisse, scrisse che nel giorno del Signore egli era rapito dallo Spirito Santo e udiva una voce forte "come una tromba".
Quando si voltò, vide questa figura del figlio dell'uomo. In Apocalisse 1:18, la figura si identifica come "il Primo e l'Ultimo" “morto, ma ora vivo per sempre e ho potere sopra la morte e sopra gli inferi”.

## Concordanze testuali
Parte del linguaggio usato in Apocalisse 1 ricorre anche in Apocalisse 19 per descrivere il Cavaliere sul cavallo bianco. In entrambi i luoghi ha una spada che gli esce dalla bocca (Apocalisse 1,16 e Apocalisse 19,15) e ha "occhi come fuoco ardente" (Apocalisse 1,14 e Apocalisse 19,12). La spada che esce dalla bocca di Gesù descrive il modo controintuitivo mediante il quale il Messia di Dio vince: mediante la parola di Dio.
Il figlio dell'uomo è raffigurato mentre cammina (Apocalisse 2,1) tra sette candelabri, che rappresentano le Sette Chiese dell'Asia (Apocalisse 1,20). In Apocalisse 1,11 Gesù dice: «Quello che vedi scrivilo in un libro e mandalo alle sette chiese: a Efeso, a Smirne, a Pergamo, a Tiatiri, a Sardi, a Filadelfia e a Laodicea». I capitoli 2 e 3 riportano il contenuto delle lettere scritte agli angeli delle sette chiese. In tutte le lettere il figlio dell'uomo è identificato in termini di visione, come "colui che ha la spada affilata e a doppio taglio" (Apocalisse 2,12).

## Significato delle sette stelle
Apocalisse 1:20 afferma che le sette stelle sono gli angeli delle sette chiese. Deuteronomio 1:10 paragona la moltitudine degli Israeliti alla numerosità delle stelle del cielo.

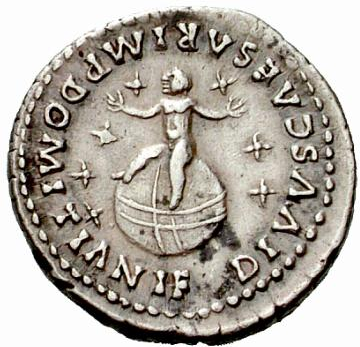
Rovescio di un denario di Domiziano, raffigurante il figlio dell'imperatore con sette stelle.

Oltre a questo riferimento delle stelle a degli esseri umani, anche nel Nuovo Testamento la parola greca aggelos non è usata solo per gli angeli celesti, ma anche per i messaggeri umani, come Giovanni Battista (Matteo 11:10, Marco 1:2, Luca 7:27). Cyrus Scofield commenta: 
(Scofield, WI, The Scofield Study Bible)
Diversi studiosi del Nuovo Testamento credono che gli angeli non siano messaggeri umani. Isbon Beckwith dice che rappresentano la "concezione ideale dello spirito immanente" della chiesa. Henry Barclay Swete si riferisce agli angeli come allo "spirito prevalente" nella chiesa.
Un aspetto della visione è la descrizione di Gesù che tiene sette stelle nella mano destra. Tale motivo si trova anche sulle monete dell'imperatore Domiziano. Tra il 77 e l'81 il figlio neonato di Domiziano morì. Successivamente, fu deificato e raffigurato con sette stelle sulle monete dell’impero. Ernest Janzen sostiene che il globo su cui si trova il bambino rappresenta il dominio e il potere del mondo, mentre le stelle indicano la sua natura divina; è raffigurato come "il figlio di Dio" e il "conquistatore del mondo".
Sebbene il figlio di Domiziano non sostiene le stelle, alcuni studiosi hanno tracciato parallelismi tra la numismatica e le testimonianze bibliche. Frederick Murphy osserva che «l'immagine dell'Apocalisse di Gesù con sette stelle in mano può essere un'allusione a quella moneta e una critica implicita ad essa. Non è la famiglia imperiale romana ad avere un significato cosmico, ma Gesù».
Austin Farrer (1904-1968), d'altra parte, li considera i sette pianeti classici e interpreta la visione come un riferimento alla signoria di Cristo nel tempo.